# Кремно (ліва притока Ужа)
Кремно (рос. Кревна) — річка в Україні, у Коростенському районі Житомирської області, ліва притока Ужа (басейн Прип'яті).

## Опис
Довжина річки 18 км. Формується з багатьох безіменних струмків та 2 водойм. Площа басейну 88,4 км². 

## Розташування
Кремно бере початок на околиці села Купище. Тече на південний і північний схід у межах сіл Жабче й Кожухівка. На східній околиці Коростеня впадає в річку Уж, притоку Прип'яті.

## Притоки
- Очкасівка - ліва притока

- Строчівка - ліва притока. Бере початок на південному сході від Діброви. Тече переважно на південний схід і на північно-західній околиці Коростеня впадає у річку Кремну.[2]

## Цікавинка
- У селах Жабче та Кожухівка річку перетинають автошляхи Т 0613 та Р28.